# 1661 Ґрануле
1661 Ґрануле (1661 Granule) — астероїд головного поясу, відкритий 31 березня 1916 року.
Тіссеранів параметр щодо Юпітера — 3,671.